# NGC 718
NGC 718 ist eine Balken-Spiralgalaxie vom Hubble-Typ SBa im Sternbild Fische auf der Ekliptik. Sie ist schätzungsweise 80 Millionen Lichtjahre von der Milchstraße entfernt und hat einen Durchmesser von etwa 55.000 Lj.

Im selben Himmelsareal befinden sich u. a. die Galaxien IC 174, IC 1746, IC 1750, IC 1754.
Das Objekt wurde am 13. Dezember 1784 von dem deutsch-britischen Astronomen Wilhelm Herschel entdeckt.